# Andries Potgieter
Andries Hendrik Potgieter (Graaff Reinet, 19 dicembre 1792 – Schoemansdal, 16 dicembre 1852) è stato un politico boero.
Fu considerato uno dei maggiori leader Voortrekker durante la migrazione chiamata Gran Trek.

## Biografia

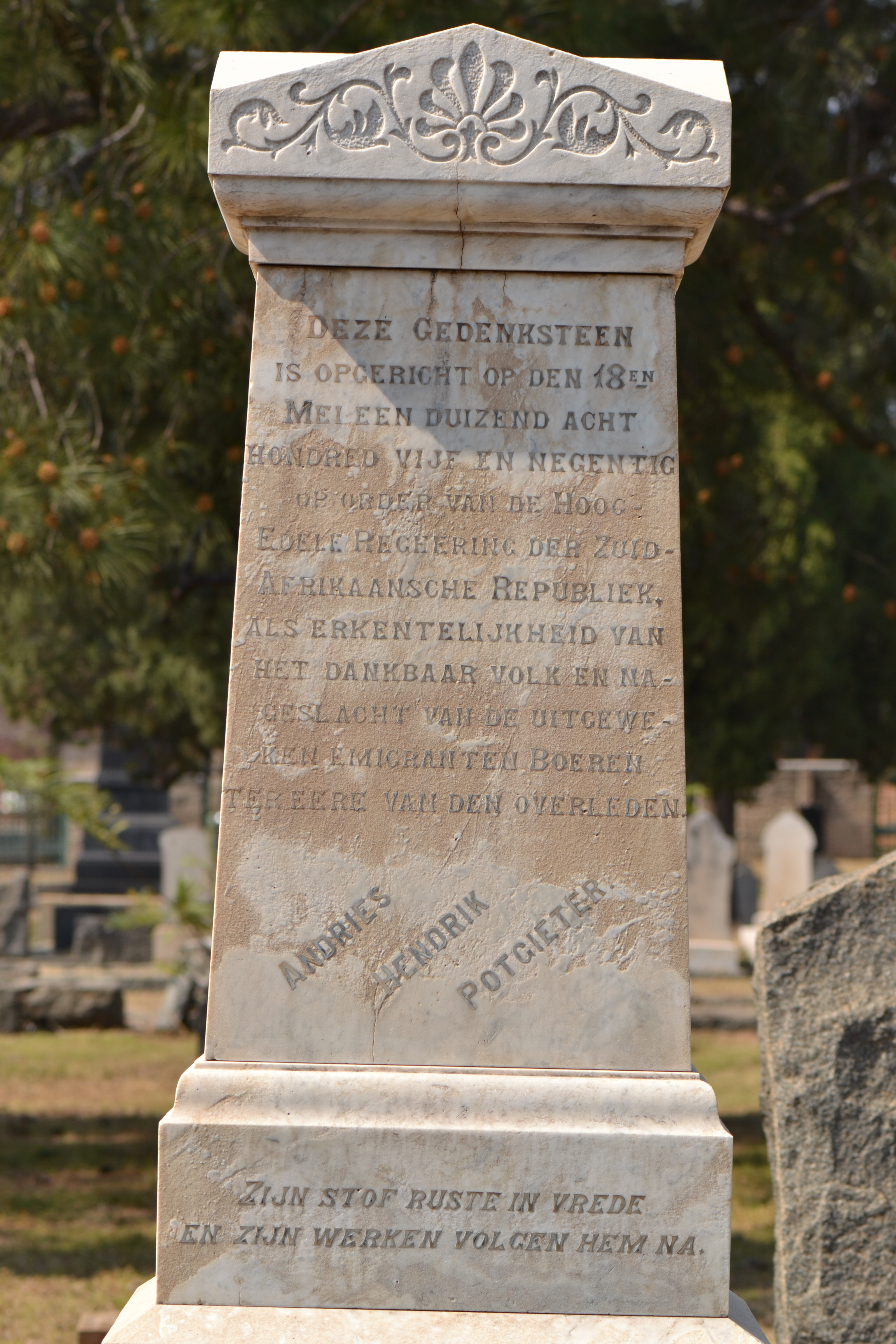

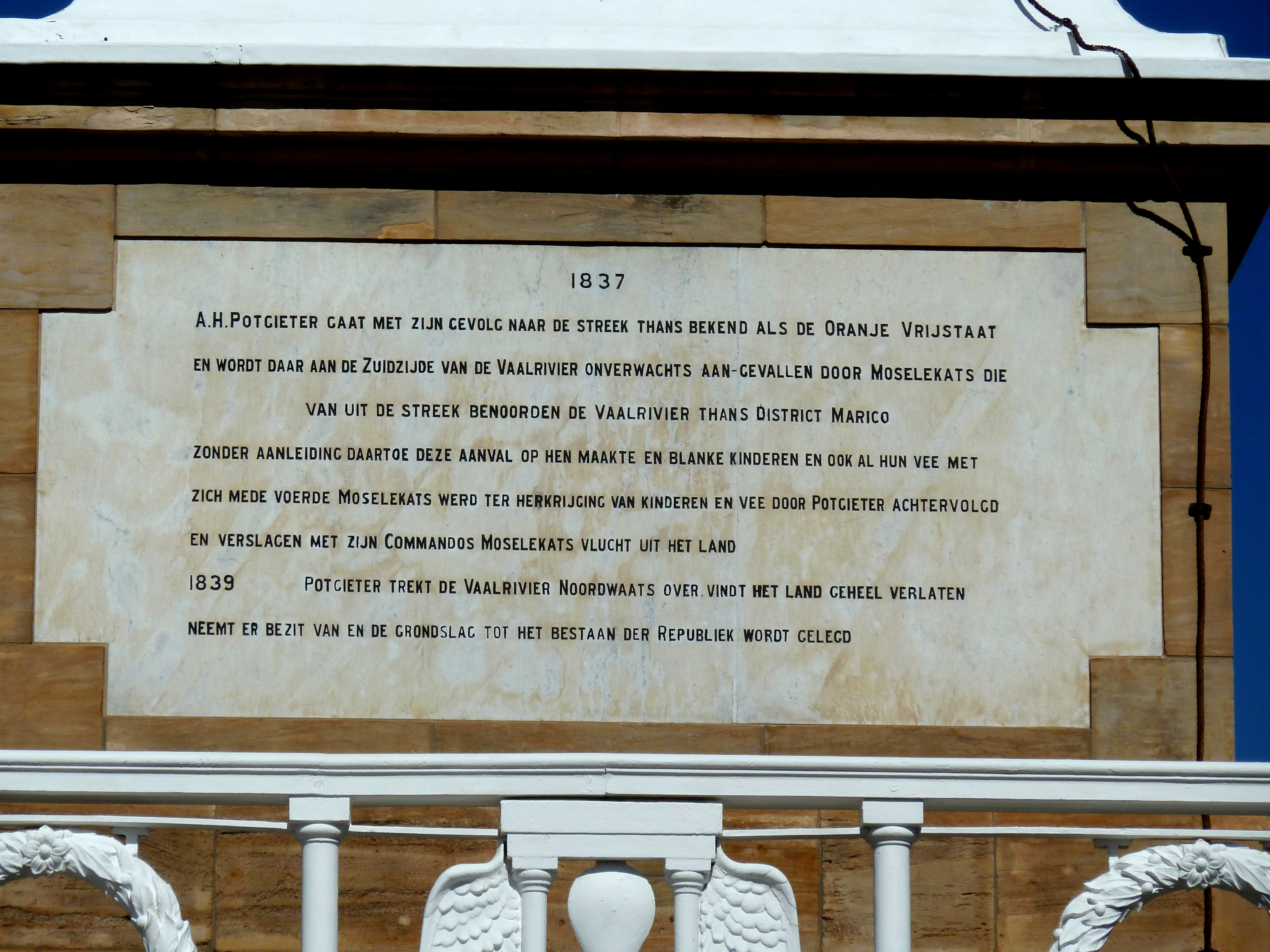

Andries Hendrik Potgieter nacque a Graaff Reinet nel distretto della Colonia del Capo il 19 dicembre 1792. Fu il secondo figlio nato dal matrimonio tra Petronella Margaretha e Hermanus Potgieter.
Combatté durante la Quarta e Quinta Guerra di Frontiera. Fu un ricco coltivatore di pecore e, come molti altri allevatori olandesi, decise, nel 1834, di lasciare la Colonia del Capo. A causa della sesta guerra di frontiera riuscì a lasciare la colonia, a capo di molti altri Voortrekker, nel 1835. Essi si spostarono all' interno dell'attuale Provincia di Free State e svilupparono cordiali rapporti con i capi delle tribù locali che si nascondevano da Mzilikazi. Uno di questi capi tribù, dal nome Makwena, in cambio di 49 capi di bestiame e della loro protezione diede la terra tra i fiumi Vet e Vaal. In questo periodo esplorò una vasta zona fino a raggiungere lo Zimbabwe. Nel 1836 fece rientro all'accampamento sul fiume Vaal e venne a conoscenza degli attacchi dei Matabele nel Natal. Accantonò l'idea di trasferirsi più a nord per partecipare alle azioni punitive contro di loro. Fu ad una riunione di Voortrekker, tenuta il 2 dicembre 1836, che fu eletto Comandante in Capo.
Nel 1837 Mzilikazi ed il popolo Matabele furono cacciati dal Transvaal occidentale. Nel 1838, corse in aiuto ai vicini Voortrekker del Natal contro le incursioni da parte degli Zulu di Dingane. Dopo essere caduto in un'imboscata che causò la morte di molti Voortrekker fu accusato dai pionieri del Natal della sconfitta. Si offese profondamente e lasciò la regione per fondare la città di Potchefstroom nell'attuale Provincia del Nordovest. Nel 1840 gli inglesi annetterono il Natal al loro impero, ma Potgieter si rifiutò di far parte dell'impero inglese e decise di staccarsi dal Natal per creare la Repubblica del Transvaal. Potgieter sviluppò un interesse per Delagoa Bay, porto che visitò nel 1843 e dove fu accolto favorevolmente dalla comunità portoghese. Egli considerava questa città come punto di partenza per instaurare rapporti con il resto del mondo. Quando nel 1848 il colonnello Harry Smith annesse lo Stato Libero dell'Orange all'impero inglese, Andries Pretorius creò un gruppo armato per aiutare gli amici dello stato annesso a riconquistare l'indipendenza. Potgieter, rivale di Pretorius decise di non partecipare alla lotta e per questo fu molto criticato. Si recò, invece, a Potchefstroom per lottare per l'indipendenza del Transvaal. Ebbe molti contatti con il rappresentante di Harry Smith, Sir Richard Southey. Questi colloqui portarono ad un accordo in cui veniva stabilito che tutte le terre a nord del fiume Vaal avrebbero mantenuto l'indipendenza. A causa di altri impegni Potgieter non fu presente quando i Voortrekker migrarono a nord del Transvaal. Jan Valentyn Botha assunse temporaneamente il ruolo di comandante e portò i coloni a stabilirsi nel Soutpansberg dove fondarono la città di Zoutpansbergdorp, che venne poi rinominata in Schoemansdal.
Pur essendo ancora relativamente giovane, l'attività intensa e pericolosa che svolse nella sua vita gli causò molti problemi di salute. Morì a Schoemansdal il 19 dicembre 1852.